# Въздвижение на Светия кръст (православна църква в Кавала)
„Въздвижение на Светия кръст“ или „Свети кръст“ (на гръцки: Ιερός Ναός Υψώσεως Τιμίου Σταυρού) е православна църква в град Кавала, Егейска Македония, Гърция, част от Филипийската, Неаполска и Тасоска епархия на Вселенската патриаршия.

## Местоположение
Храмът е в северната махала Сугьоло. Разположен е на хълм между улиците „Капа пииту“ и „Сапеи“.

## Описание
В османската епоха християните от махалата се черкуват в „Свети Атанасий“. С установяването на бежанците в града в 20-те години на XX век на мястото на стара джамия е построена църквата „Въздвижение на Светия кръст“. Строителството започва в 1948 година с помощта на местното население. Църквата е завършена в 1956 година и е осветена на 27 ноември 1960 година от митрополит Хрисостом Филипийски.
В архитектурно отношение е кръстообразна базилика без купол и камбанария. Във вътрешността има забележителен дървен иконостас.
В 1975 година мипрополит Прокопий Филипийски създава и освещава при църквата културен център. В долната част на храма, откъм улица „Сапеи“ има параклис „Свети Спиридон“.
Църквата е цялостно обновена в 2006 година.